# Marcel Verfaillie
Marcel Verfaillie (* 11. August 1911 in Roubaix; † 16. März 1945 im KZ-Außenlager Ganacker) war ein französischer Kommunist und Widerstandskämpfer gegen den Nationalsozialismus im Zweiten Weltkrieg. Postum erhielt er am 12. Februar 1956 von der Französischen Regierung das Kreuz der Ehrenlegion verliehen. In Tourcoing wurde eine Straße und in der Partnerstadt Mühlhausen/Thüringen am 5. August 1965 eine Allee nach Marcel Verfaillie benannt. Dort erinnert an ihn auch ein Gedenkstein aus rotem Granit.
Marcel Verfaillie war Arbeiter im Traktorenwerk CIMA in Tourcoing, wohin die Familie Verfaillie kurz nach Marcels Geburt verzogen war. 1934 trat er der PCF (Parti communiste français) bei. Im Zweiten Weltkrieg barg er als Sanitäter zahlreiche Verwundete aus dem Gefechtsfeld und wurde dafür geehrt. Nach einem Jahr in deutscher Kriegsgefangenschaft ging er nach Tourcoing zurück, schloss sich der Résistance an und agitierte zunächst als Redakteur des Kampfblattes „journal enchainé“. Dadurch geriet er auf die Fahndungsliste der Gestapo und ging in den Untergrund. Als „Commandant Guy“, Führer einer Widerstandsgruppe, störte er nachhaltig den militärischen Nachschub im Sambre-Tal. Durch Verrat geriet er in Gefangenschaft. Über den Umweg mehrerer Gefängnisse der Gestapo wurde er im Außenlager Ganacker des KZ Flossenbürg interniert und vor Eintreffen der amerikanischen Truppen ermordet.